# 堯山県
堯山県（ぎょうざん-けん）は、中華人民共和国河北省にかつて存在した県。
前漢により設置された柏人県を前身とする。南北朝時代、東魏により柏仁県と改称され、さらに742年（天宝元年）、唐代により堯山県と改称された。宋代になると1073年（熙寧6年）に内丘県に編入されたが、1086年（元祐元年）に再設置されている。金代になると河北西路信徳府（1129年に邢州に降格）の管轄とされ、大定年間には世宗の父の訛里朶の漢名（宗堯）を避けるために唐山県と改称された。1265年（至元2年）、唐山県は内丘県に編入されたがまもなく再設置され、真定路邢州、後に順徳路の管轄とされた。明代以降は順徳府の管轄となり、清末まで沿襲された。
中華民国が成立すると直隷省冀南道（1913年に大名道に移管）の管轄とされ、1928年（民国17年）には堯山県と改称され、河北省直轄とされた。1936年（民国25年）、堯山県は新設された河北省第十三督察区の管轄とされた。1947年（民国36年）、隆平県と合併して隆堯県に統合された。